# Сражение при Джяково
Сражение при Джяково (венг. Diakovári csata) или сражение при Горяне (нем. Schlacht bei Gorjani) — одно из сражений Малой войны в Венгрии, произошедшее 9 октября 1537 года на востоке современной Хорватии между городами Джяково и Валпово.

Карта кампании 1537 года

После неудачной для османов осады Вены в 1533 году был подписан Константинопольский договор, по которому Янош Запойяи был признан австрийцами королем Венгрии в качестве османского вассала, а турки признали правление Габсбургов над так называемой королевской Венгрией.
Этот договор не удовлетворил ни Запойяи, ни австрийского эрцгерцога Фердинанда, и последовала очередная война. В 1537 году Фердинанд решил нанести решающий удар по Запойяи. Поводом для возобновления войны послужило то, что боснийские паши регулярно вторгались на хорватские территории в нарушение соглашения о перемирии. Впервые за долгое время в сентябре 1537 года была создана крупная армия из 24 000 человек, и Фердинанд двинул её под командованием Иоганна фон Кацианера на Осиек.
Осада Осиека закончилась ничем из-за отсутствия осадной артиллерии, и после появления османской кавалерии, отправленной губернатором Белграда, армия была вынуждена отступить. К этому времени все солдаты были измотаны, и войска даже поразила дизентерия. Османская армия достигла австрийцев возле болот Горяна, около Джяково и Валпово. Кацианер увидел, что контингент османских войск был меньше, чем он ожидал, и приказал своим самым лёгким войскам атаковать османскую конницу. Османская конница отступила, чтобы заманить австрийскую кавалерию в ловушку. Затем гарнизон Осиека, а также османская конница контратаковали с фронта и флангов, уничтожив большую часть австрийской кавалерии. После этого последовала контратака против оказавшейся беззащитной пехоты Кацианера. Австрийцы были разбиты, и все их силы были уничтожены. Сам Кацианер бежал с оставшейся кавалерией, бросив свою армию.
Эта кампания стала катастрофой такого же масштаба, как и поражение венгров в битве при Мохаче в 1526 году, и поэтому ее прозвали австрийским Мохачем. Известие о поражении стало шоком для Вены, и в 1538 году был подписан новый Надьварадский договор.